# القديس ألبينوس الأنجيهري
القديس ألبينوس الأنجيهري (بالفرنسية: Saint-Aubin، وبالإنجليزية: Saint Albinus of Angers) (نحو عام 470 – 1 مارس 550) هو قديس مسيحي فرنسي، وُلد لعائلة أرستقراطية من أصول غالو-رومانية في فان، بريتاني. عُرف بأنه راهب، ثم رئيس دير، وأخيرًا أسقف على أنجيه، ويُحتفل بذكراه في الكنيسة الكاثوليكية في 1 مارس من كل عام.

## الحياة الرهبانية
التحق ألبينوس بالحياة الرهبانية في سن مبكرة، وفي عام 504 تم اختياره رئيسًا لدير تينتياك (Tintillac)، وهو أحد أديرة المنطقة. وقد اكتسب احترامًا كبيرًا بين معاصريه بسبب تقواه الصارمة وتواضعه وحرصه على حياة الزهد.

## الأسقفية
في عام 529، تم اختياره أسقفًا لمدينة أنجيه، حيث تابع نهجًا إصلاحيًا في رعاية شعبه. ركّز ألبينوس على تحرير السجناء، ومكافحة الظلم الاجتماعي، والدفاع عن الفقراء والنساء اللواتي كُنّ ضحايا زواج قسري، وقد عُرف بمواقفه الشجاعة تجاه السلطة المدنية آنذاك.

## إرثه وتقديسه
بعد وفاته عام 550، انتشرت شهرته بسرعة في أرجاء فرنسا، وبدأت العديد من الكنائس تُكرّم اسمه، وخاصة في بريتاني وأنجيه. تم بناء كنيسة كبيرة تخليدًا لذكراه في أنجيه، أطلق عليها اسم **كنيسة القديس ألبين** (Église Saint-Aubin)، وأصبحت مركزًا للحج.